# Seznam jezer v Keni
Seznam jezer v Keni (anglicky jezero - lake). Tabulka obsahuje přehled jezer v Keni s plochou přes 10 km².

## Největší jezera
| název             | rozloha km² | délka km | šířka km | hloubka m | nadmořská výška m | provincie             |
| ----------------- | ----------- | -------- | -------- | --------- | ----------------- | --------------------- |
| Turkana           | 8500        | 220      | 50       | 73        | 375,0             | Rift Valley, Východní |
| Viktoriino jezero | 4128        | ...      | ...      | ...       | 1134,0            | Nyanza, Západní       |
| Naivasha          | 139         | ...      | ...      | 30        | 1884,0            | Rift Valley           |
| Baringo           | 130         | ...      | ...      | 3,5       | 1000,0            | Rift Valley           |
| Magadi            | 104         | 32       | 3        | 1         | 579,0             | Rift Valley           |
| Nakuru            | 40          | ...      | ...      | 2,8       | 1760,0            | Rift Valley           |
| Bogoria           | 34          | 34       | 3        | ...       | 990,0             | Rift Valley           |
| Elmenteita        | 18          | ...      | ...      | 1,5       | 1780,0            | Rift Valley           |